# Hans-Peter Pellet
Hans-Peter Pellet (* 7. Oktober 1970) ist ein ehemaliger Schweizer Schwinger. Sein Verein ist der Schwingklub Sense.

## Laufbahn
Pellet ist 175 cm gross und 100 kg schwer; er ist für einen Schwinger damit eher klein. Das versuchte er mit seinen Lieblingswaffen Fussstich und Kniegriff wettzumachen.
In seiner aktiven Zeit als Schwinger (1985–2010) hat er 136 Kränze gewonnen (35 Teilverbands-, 67 kantonale, 29 Berg- und 5 eidgenössische Kränze), mehr als jeder andere Schwinger ausser Arnold Forrer (151 bisher).
Seinen ersten Kranz gewann er im Jahre 1991, seinen ersten eidgenössischen 1998. 2001, 2004, 2007 und 2010 kamen weitere eidgenössische Kränze hinzu. Zum Schwingerkönig reichte es jedoch nie, mehrmals stand ihm Thomas Sutter im Weg. Nach dem Eidgenössischen Schwingfest 2010 in Frauenfeld trat er, nach erneutem Kranzgewinn, zurück vom Schwingsport.

## Leben
Pellet ist als drittältestes von 12 Kindern von Vater Otto Pellet und Mutter Anna auf einem Bauernhof in Brünisried im Kanton Freiburg aufgewachsen. Nach der obligatorischen Schulzeit absolvierte er eine Lehre als Schreiner. Er ist verheiratet mit Clairine, mit der er einen Sohn (* 2007) und eine Tochter (* 2010) hat. Er wohnt in Oberschrot im Kanton Freiburg und arbeitet als Bauschreiner.